# خوان ديلغادو
خوان ديلغادو (بالإسبانية: Juan Delgado Baeza) (5 مارس 1993 بسانتياغو في تشيلي - ) هو مدرب كرة قدم ولاعب كرة قدم تشيلي في مركز الهجوم. شارك مع منتخب تشيلي تحت 20 سنة لكرة القدم ومنتخب تشيلي لكرة القدم. أما مع النوادي، فقد لعب مع كولو-كولو وColo-Colo B ‏.

## روابط خارجية
- خوان ديلغادو على موقع قاعدة بيانات كرة القدم.إي يو (الإنجليزية)
- خوان ديلغادو على موقع ناشيونال فوتبول تيمز (الإنجليزية)
- خوان ديلغادو على موقع Soccerway.com (الإنجليزية)
- خوان ديلغادو على موقع AS.com (الإسبانية)